# Каміната
Каміната (італ. Caminata) — муніципалітет в Італії, у регіоні Емілія-Романья,  провінція П'яченца.
Каміната розташована на відстані близько 430 км на північний захід від Рима, 170 км на захід від Болоньї, 34 км на південний захід від П'яченци.
Населення — 261 особа (2014).

## Демографія
Населення за роками:

Станом на 31 грудня 2014 року в муніципалітеті офіційно проживало 14 іноземців з 3 країн, серед них 5 громадян країн Євросоюзу та 3 громадяни України.

## Сусідні муніципалітети
- Каневіно
- Нібб'яно
- Руїно